# Neonitocris regina
Neonitocris regina là một loài bọ cánh cứng trong họ Cerambycidae.